# توم ليستير
توم ليستير (بالإنجليزية: Tom Lester)‏ هو ممثل أمريكي، ولد في 23 سبتمبر 1938 في الولايات المتحدة.

## أعمال

### مسلسلات
- غرين أيكرز

## وصلات خارجية
- توم ليستير على موقع IMDb (الإنجليزية)
- توم ليستير على موقع روتن توميتوز (الإنجليزية)
- توم ليستير على موقع ميوزك برينز (الإنجليزية)
- توم ليستير على موقع تيرنر كلاسيك موفيز (الإنجليزية)
- توم ليستير على موقع إن إن دي بي (الإنجليزية)
- توم ليستير على موقع ديسكوغز (الإنجليزية)
- توم ليستير على موقع قاعدة بيانات الفيلم (الإنجليزية)